# Juan Gardeazábal
Pour les articles homonymes, voir Garay.
Juan Gardeazábal Garay, né le 27 novembre 1923 à Bilbao et mort le 21 décembre 1969 à Madrid, était un arbitre espagnol de football. 
Il débute en 1949 et devient arbitre international de 1953 à 1969.

## Carrière
Il a officié dans des compétitions majeures :
- Coupe du monde de football de 1958 (2 matchs)
- Coupe du monde de football de 1962 (3 matchs)
- Coupe du monde de football de 1966 (2 matchs)
- Coupe intercontinentale 1967 (match aller)

Contrairement à ce qui est parfois indiqué à tort, il n'est pas né en 1933 mais en 1923 (il meurt à 46 ans), et n'est donc pas le plus jeune arbitre de l'histoire de la Coupe de monde.